# SN 2004bn
SN 2004bn – supernowa typu II odkryta 23 kwietnia 2004 roku w galaktyce NGC 3441. W momencie odkrycia miała maksymalną jasność 18,80m.